# Слив-Блум
Слив Блум (ирл. Sliabh Bladhma, англ. Slieve Bloom Mountains) — горы в центральной части Ирландии, разделяющие графства Оффали и Лиишь. В горах находится природный заповедник, в котором популярны пешие маршруты.
В лесах на Слив Блум воспитывался Финн Мак Кумал.